# من بدون تو (فیلم)
من بدون تو (انگلیسی: Me Without You) فیلمی بریتانیایی به نویسندگی و کارگردانی ساندرا گلدباچر است که در سال ۲۰۰۱ منتشر شد. در این فیلم آنا فریل، میشل ویلیامز، کایل مک‌لاکلن و الیور میلبرن ایفای نقش می‌کنند. این فیلم رابطه مشکل‌دار دو دختر در حین بزرگ شدن را روایت می‌کند.